# Tercera División de España 1986-87
La temporada 1986-87 de la Tercera División de España de fútbol fue durante esta campaña la cuarta categoría de las Ligas de fútbol de España, por debajo de la Segunda División B y por encima de las Divisiones Regionales. Comenzó el 31 de agosto de 1986 y, la fase regular, finalizó el 17 de mayo de 1987; posterior a esta fecha se celebró la promoción de permanencia/ascenso a Tercera División.
Para esta temporada se amplió el número de grupos de la categoría de 14 a 16 debido a una nueva reestructuración de la división.
Puesto que para la siguiente temporada se amplió de 2 a 4 los grupos que conformaban la Segunda División B fue un gran número los equipos que subieron de categoría en esta campaña, no existiendo promoción de ascenso.
En esta campaña celebró una promoción de permanencia/ascenso a Tercera División entre equipos de esta categoría y provenientes de las Divisiones Regionales, pero esta se eliminó para la siguiente temporada.
En la próxima campaña se volvió ampliar el número de los grupos de la categoría, en esta ocasión de 16 a 17. La ampliación consistió en la división del Grupo VII en 2: el nuevo Grupo VII, que abarcaría la Comunidad de Madrid, y el recién creado Grupo XVII, que le correspondería Castilla-La Mancha.

## Ascenso a Segunda División B
Debido a que para la siguiente temporada se amplió de 1 a 4 los grupos que conformaron la Segunda División B fueron un gran número los equipos que obtuvieron el ascenso de categoría. A priori, los 3 primeros clasificados de cada grupos subió a la división superior, pero en algunos casos esta cifra fue mayor.
Los equipos que ascendieron a Segunda División B fueron los siguientes
| Grupo I - C.D. Endesa As Pontes - C.D. Arenteiro - C.D. Lalín - Bergantiños F.C. - Arosa S.C. Grupo II - Caudal Deportivo - Real Avilés I. C.F. - U.P. Langreo Grupo III - S.D. Rayo Cantabria - R.S. Gimnástica de Torrelavega - C.D. Laredo Grupo IV - S.C.D. Durango - C.D. Basconia - S.D. Lemona Grupo V - F.C. Barcelona Aficionados - C.F. Juventut Mollerussa - Terrassa F.C. - C. Gimnàstic de Tarragona - C.D. Hospitalet - C.D. Júpiter - Girona F.C. - F.C. Andorra | Grupo VI - C.D. Olímpic - Levante U.D. - Villarreal C.F. - Benidorm C.D. - C.D. Mestalla Grupo VII - A.D. Parla - C.D. Pegaso - C.D. Leganés - R.S.D. Alcalá - U.B. Conquense - Getafe C.F. - U.D. San Sebastián de los Reyes Grupo VIII - S.D. Ponferradina - Cultural D. Leonesa - R. Ávila C.F. Grupo IX - Linares C.F. - C. Atlético de Marbella - U.D. Melilla - C.D. Ronda Grupo X - Sevilla Atlético C. - Betis Deportivo Bpié. - Atlético Sanluqueño C.F. | Grupo XI - C.F. Sporting Mahonés - C.D. Atlético Baleares - C.D. Badía Grupo XII - C.D. Maspalomas - Las Palmas Atlético - U.D. Telde Grupo XIII - C.D. Cieza - C.D. Eldense - C.F. Lorca Deportiva Grupo XIV - C.P. Cacereño - C.D. Badajoz - U.P. Plasencia Grupo XV - C.A. Osasuna Promesas - C.D. Arnedo - C.D. Mirandés Grupo XVI - C. Endesa Andorra - C.D. Teruel - U.D. Fraga |

- El segundo clasificado del Grupo VII fue la A.D. Parla, pero esta no ascendió la siguiente temporada a Segunda División B por lo que, puesto que de este grupo eran 6 los equipos ascendidos, ocupó su plaza el 7º clasificado: la U.D. San Sebastián de los Reyes.[60]

## Promoción de permanencia/ascenso a Tercera División

### Equipos participantes
Los equipos clasificados para la promoción de permanencia/ascenso a Tercera División de la temporada 1986-87 se exponen en las siguientes tablas: 
Se indican en negrita los equipos que consiguieron la permanencia o el ascenso, según corresponda.
En esta tabla se relacionan los equipos procedentes de Tercera División:
| Grupo I         | Grupo II                     | Grupo III                       | Grupo IV              | Grupo V                |
| --------------- | ---------------------------- | ------------------------------- | --------------------- | ---------------------- |
| 18º C.D. Boiro  | 18º C.D. San Martín          | 18º S.D. Gama                   | 18º Mutriku C.F.      | 18º A.D. Prat          |
| 19º Vivero C.F. | 19º U.C. Ceares              | 19º S.D. San Martín de la Arena | 19º S.D. Gernika Club | 19º C.F. Reus Deportiu |
| 20º Corujo C.F. | 20º S.D. Atlético La Camocha | 20º S.D. Buelna                 | 20º Santutxu F.C.     | 20º U.E. Sant Andreu   |

| Grupo VI             | Grupo VII            | Grupo VIII                    | Grupo IX                          | Grupo X                 |
| -------------------- | -------------------- | ----------------------------- | --------------------------------- | ----------------------- |
| 18º Vinaroz C.F.     | 18º C.F. Fuenlabrada | 18º C.D. Béjar Industrial     | 18º Juventud de Torremolinos C.F. | 18º C.D. Pozoblanco     |
| 19º Rayo Ibense C.F. | 19º C.D. La Roda     | 19º C.D. Universitario        | 19º C.D. Villanueva del Arzobispo | 19º C.D. Egabrense      |
| 20º Catarroja C.F.   | 20º C.D. Guadalajara | 20º S.D. Gimnástica Medinense | 20º Atlético Macael C.F.          | 20º S.D.U. África Ceutí |

| Grupo XI          | Grupo XII                 | Grupo XIII                  | Grupo XIV           | Grupo XV         |
| ----------------- | ------------------------- | --------------------------- | ------------------- | ---------------- |
| 18º C.D. Montuiri | 18º U.D. Orotava          | 20º C. Atlético de Albacete | 18º C.D. Azuaga     | 18º C.D. Iruña   |
| 19º C.F. Sóller   | 19º C.D. Juventud Silense |                             | 19º C.P. Guareña    | 19º S.D. Alsasua |
| 20º C.D. Isleño   | 20º U.D. Tacoronte        |                             | 20º C.D. La Albuera | 20º A.D. Noáin   |

| Grupo XVI                 |
| ------------------------- |
| 18º C. Atlético de Monzón |
| 19º S. D. Tarazona        |
| 20º C.D. Estadilla        |

Y en la siguiente tabla se indican los equipos provenientes de las distintas Divisiones regionales:
| R.P. de Galicia                                                      | R.P. Asturias                                | R.P. Cantabria                             | R.P. País Vasco                             | R.P. Cataluña                                       |
| -------------------------------------------------------------------- | -------------------------------------------- | ------------------------------------------ | ------------------------------------------- | --------------------------------------------------- |
| * Racing C. Villalbés * S.D. Sporting Sada * Porriño Industrial F.C. | * Navia C.F. * Ribadesella C.F. * C.D. Tineo | * C.D. Ramales * U.D. Sámano * Selaya C.F. | * C.D. Touring * C.D. Galdakao * Ermua C.D. | * C.D. Sant Cugat * F.C. Martinenc * U.D. Esplugues |

| R.P. Comunidad Valenciana               | R.P. Castilla-La Mancha                                | R.P. Comunidad de Madrid | R.P. Castilla y León                                              | R.P. Andalucía                                                                           |
| --------------------------------------- | ------------------------------------------------------ | ------------------------ | ----------------------------------------------------------------- | ---------------------------------------------------------------------------------------- |
| * C.D. Bechí * C.D. Acero * U.D. Canals | * C.D. Toledo * C.D. Unión Criptanense * A.D. Campillo | * C.D. El Álamo          | * C.D. Velilla * C.F. Endesa de Ponferrada * C.D. Barrio San José | * Baeza C.F. * C.D. Santa Fe * Plus Ultra C.F. * C.A. Antoniano * C.D. San Roque de Lepe |

| Pref. Melilla  | R.P. Islas Baleares                               | R.P. Canarias                                 | R.P. Extremadura                                | R.P. La Rioja                    |
| -------------- | ------------------------------------------------- | --------------------------------------------- | ----------------------------------------------- | -------------------------------- |
| * Melilla F.C. | * C.F. Pollensa * C.D. Cade Paguera * C.D. Campos | * C.D. Corralejo * U.D. Aridane * C.D. I'Gara | * Olivenza C.P. * C.D. Coria * S.P. Villafranca | * C.D. Autol * C. Haro Deportivo |

| R.P. Navarra      | R.P. Aragón                               |
| ----------------- | ----------------------------------------- |
| * C.D. San Adrián | * C.D. Brea * C.D. Alcorisa * C.D. Gallur |

### Equipos que lograron la permanencia o el ascenso
Los equipos que consiguieron la permanencia o el ascenso a Tercera fueron los siguientes:
Se indican en cursiva los equipos provenientes de las Divisiones Regionales.
| Grupo I - C.D. Boiro - Corujo C.F. - Vivero C.F. Grupo II - S.D. Atlético La Camocha - U.C. Ceares - C.D. San Martín Grupo III - C.D. Ramales - U.D. Sámano - S.D. San Martín de la Arena Grupo IV - C.D. Galdakao - S.D. Gernika Club - C.D. Touring Grupo V - U.D. Esplugues - C.F. Reus Deportiu - U.E. Sant Andreu Grupo VI - C.D. Acero - C.D. Bechí - U.D. Canals | Grupo VII - C.F. Fuenlabrada Grupo VIII - C.F. Endesa de Ponferrada - S.D. Gimnástica Medinense - C.D. Velilla Grupo IX - Atlético Macael C.F. - Juventud de Torremolinos C.F. - C.D. Villanueva del Arzobispo Grupo X - S.D.U. África Ceutí - C.A. Antoniano - C.D. San Roque de Lepe Grupo XI - C.D. Cade Paguera - C.D. Isleño - C.F. Sóller Grupo XII - U.D. Aridane - C.D. Corralejo - U.D. Orotava | Grupo XIII - A.D. Campillo Grupo XIV - C.D. Azuaga - C.D. Coria - C.D. La Albuera Grupo XV - S.D. Alsasua - C.D. Iruña - C.D. San Adrián Grupo XVI - C.D. Alcorisa - C. Atlético de Monzón - C.D. Estadilla Grupo XVII - C.D. Guadalajara - C.D. Toledo |

Para la siguiente temporada se produjo una escisión en el Grupo VII al crearse el Grupo XVII para los conjuntos castellanomanchegos, quedándose en el anterior los equipos madrileños.